# وارن باورز ليرد
وارن باورز ليرد (بالإنجليزية: Warren Powers Laird)‏ هو مهندس معماري أمريكي، ولد في 8 أغسطس 1861، وتوفي في 18 فبراير 1948.

## روابط خارجية
- وارن باورز ليرد على موقع أوليمبيديا (الإنجليزية)